# 道孚民居
道孚民居是一种藏族特色的木结构民居建筑，又被称为“崩科式建筑”或“箱式建筑”，该房屋以巨大的原木为柱、梁，房屋内要放置一个以上“崩科”。“崩科”的四面墙壁用对剖开的原木严密咬合而成，天花板和地板的木板也互相嵌合，每个部件都和其他部件用榫卯进行固定，建成后的“崩科”是一个非常牢固的封闭式避震间，对房屋的整体结构也起到固定作用。道孚民居以“空”为计算单位，四柱之间为一“空”，一个民居达二十多空，甚至四、五十空。在艺术上，道孚民居以亮丽的外表和雕刻精美的内饰而著称，几乎是藏族民间雕刻绘画艺术的博物馆，被称为“藏家仙宫”，堪称最豪华、最精美的藏族民间建筑。